# Steinar Sverd Johnsen
Steinar "Sverd" Johnsen (r. 1972.) norveški je klavijaturist i skladatelj. 

## Životopis
Godine 1987. uz Hellhammera i Mariusa osnovao je sastav Mortem koji je objavio demoalbum Slow Death 1989. Godine 1991. osnovali su Arcturus. Sverd je klavijaturist i glavni skladatelj sastava, no 1991. također je kratko svirao gitaru na EP-u My Angel. Sastav se raspao 2007. godine, no ponovno se okupio 2011. godine.
Osim Arcturusa Sverd također je surađivao s ostalim sastavima kao gost na albumima i koncertni glazbenik. Kratko je bio koncertni klavijaturist sastava Emperor i Ved Buens Ende. Kao gost se pojavio na albumu The Shadowthrone sastava Satyricon i Bergtatt Ulvera. Godine 2000. svirao je na albumu Department of Apocalyptic Affairs sastava Fleurety.
Godine 1997. pridružio se sastavu Covenant. Napustio ga je nakon albuma Nexus Polaris, ali se vratio 2024. 

## Diskografija
Arcturus
- My Angel (1991.)
- Constellation (1994.)
- Aspera Hiems Symfonia (1995.)
- La Masquerade Infernale (1997.)
- The Sham Mirrors (2002.)
- Sideshow Symphonies (2005.)
- Shipwrecked in Oslo (2006.)
- Arcturian (2015.)

Mortem
- Slow Death (1989.)

Covenant
- Nexus Polaris (1998.)

Kao gost
- Satyricon – The Shadowthrone (1994.)
- Ulver – Bergtatt – Et Eeventyr i 5 Capitler (1995.)
- Fleurety – Department of Apocalyptic Affairs (2000.)